# La prima cosa bella (Malika Ayane)
La prima cosa bella è un singolo della cantante italo-marocchina Malika Ayane, pubblicato il 12 gennaio 2010 come colonna sonora dell'omonimo film, ed è la cover della canzone di Nicola Di Bari.
Oltre a far parte della colonna sonora del film è stato incluso nel secondo album della cantante Grovigli. Il brano viene incluso anche nella compilation Je t'aime 2011.
Il video musicale prodotto per il brano alterna sequenze del film di Paolo Virzì ad altre in cui la cantante interpreta il brano su uno sfondo bianco.

## Tracce
1. La prima cosa bella – 3:35

## Classifiche
| Classifica (2010) | Posizione massima |
| ----------------- | ----------------- |
| Italia            | 5                 |